# Gonomyia gladiator
Gonomyia gladiator är en tvåvingeart som beskrevs av Alexander 1919. Gonomyia gladiator ingår i släktet Gonomyia och familjen småharkrankar.
Artens utbredningsområde är Panama. Inga underarter finns listade i Catalogue of Life.